# أوسكار يوست
أوسكار يوست (بالألمانية: Oskar Joost)‏ هو موسيقي ألماني، ولد في 9 يونيو 1898 في ويسيمبورغ في فرنسا، وتوفي في 29 مايو 1941 في برلين في ألمانيا بسبب إنفلونزا.

## وصلات خارجية
- أوسكار جوست على موقع IMDb (الإنجليزية)
- أوسكار جوست على موقع ميوزك برينز (الإنجليزية)
- أوسكار جوست على موقع ديسكوغز (الإنجليزية)